# Bọ ngựa châu Âu
Bọ ngựa Châu Âu (danh pháp hai phần: Mantis religiosa) ở Châu Âu và nơi khác gọi loài này bằng tên Bọ ngựa cầu nguyện là một trong những loài bọ ngựa được biết nhiều nhất và rộng rãi nhất trong Bộ Bọ ngựa.

## Mô tả
Xuất phát từ Nam Âu, bọ ngựa Châu Âu đã được du nhập đến Bắc Mỹ vào năm 1899 trên một lô hàng của các nhà máy. Ngày nay, chúng được tìm thấy trải dài từ miền Đông Bắc Hoa Kỳ và Canada đến Tây Bắc Thái Bình Dương. Bọ ngựa Châu Âu thường dài 5-7,5 cm và có màu xanh lá cây. Có thể nhận biệt dễ dàng bằng một chấm đen bao quanh bên dưới mũi. Đây là một trong những trường hợp mà tên gọi được sử dụng ở châu Âu để tham khảo một loài côn trùng duy nhất ("bọ ngựa cầu nguyện") đã trở thành phổ biến và được áp dụng trên toàn thế giới dùng để tham chiếu nhóm côn trùng lớn hơn của mà bọ ngựa Châu Âu là thành viên. Mặc dù là một loài được du nhập, nó là côn trùng chính thức của bang Connecticut..
Bọ ngựa được xem là loài côn trùng có lợi nhiều hơn có hại vì chúng tiêu diệt nhiều côn trùng có hại, đặc biệt chúng còn ăn rất nhiều các loài rệp hại cây (Aphididae).
Trên lãnh thổ Việt Nam, theo các tài liệu đã tìm thấy loài Bọ ngựa Châu Âu ở Lạng Sơn,Tuyên Quang, Quảng Ninh, Ninh Bình, Quảng Bình, Đây là loài duy nhất thuộc bộ bọ ngựa Mantodea được đưa vào sách đỏ Việt Nam.

## Hình ảnh

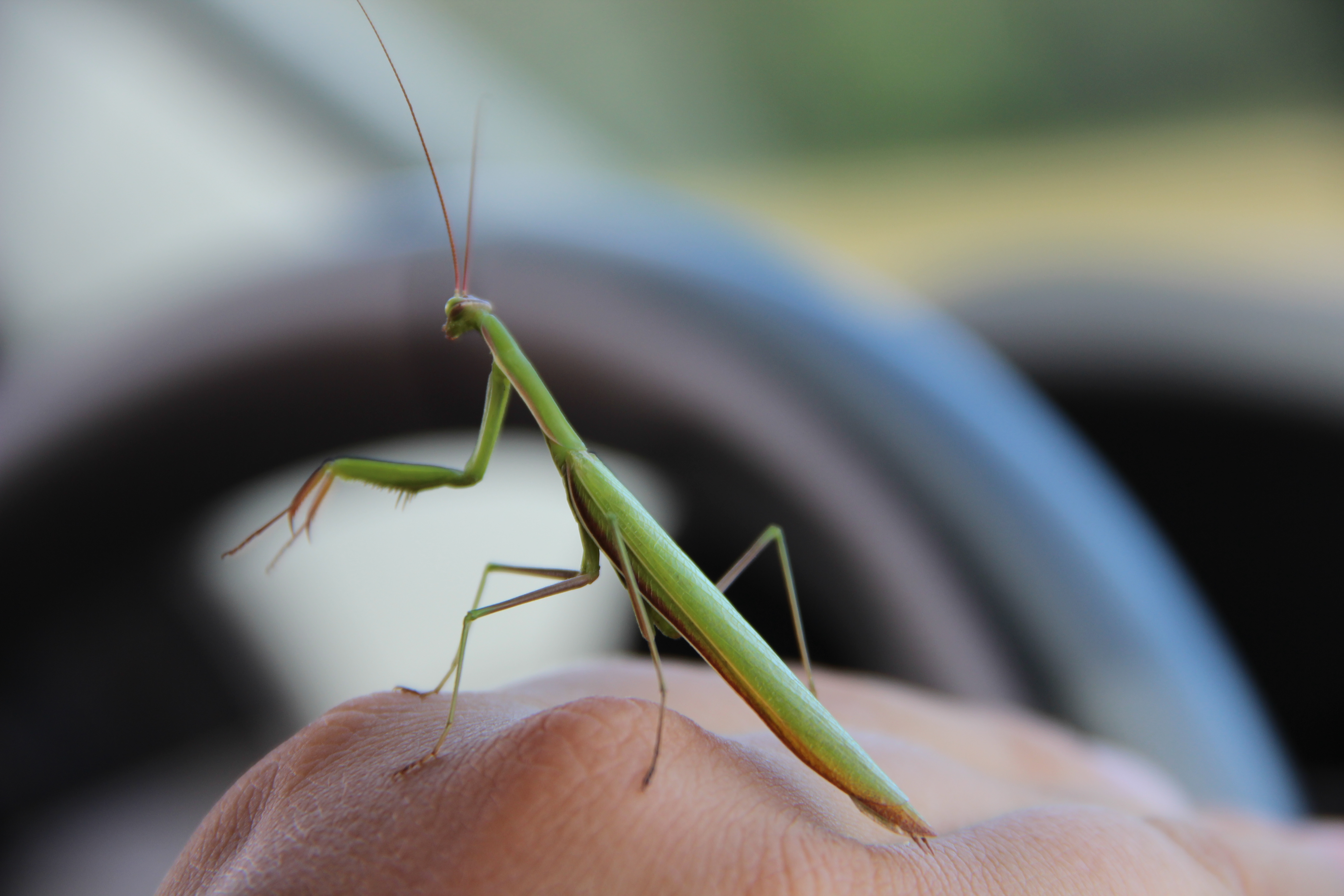
Mantis religiosa, con đực
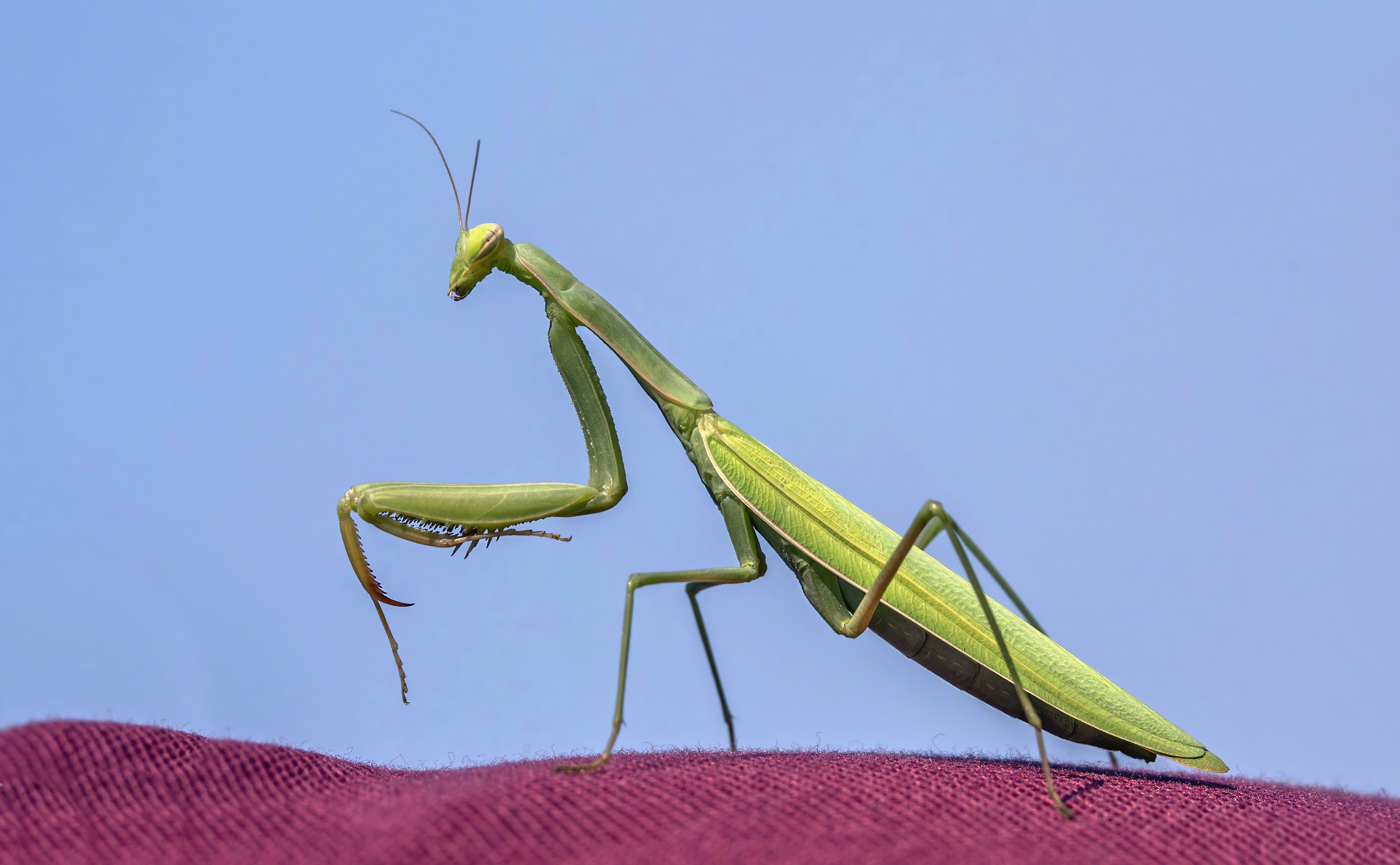
Con cái
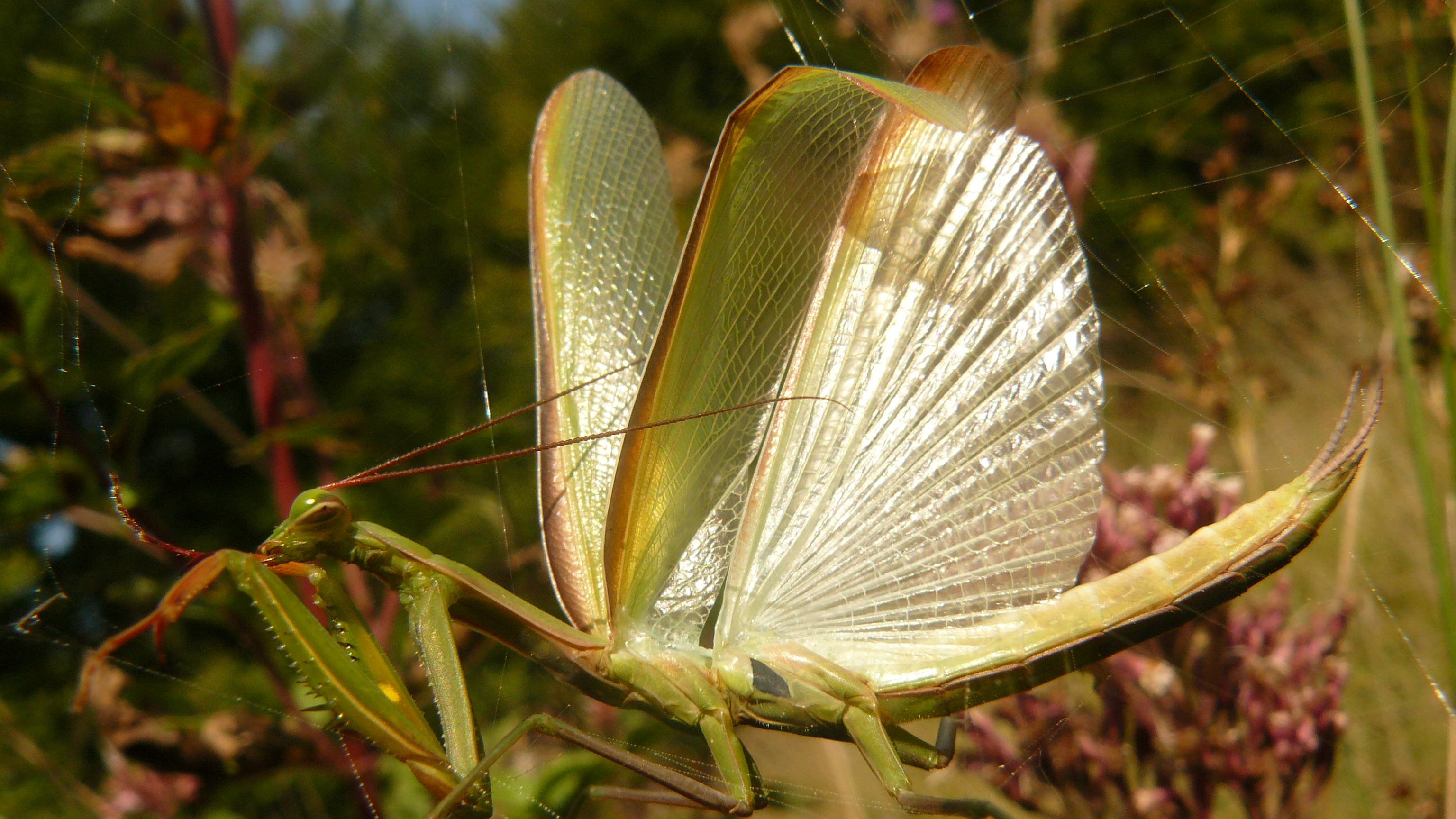
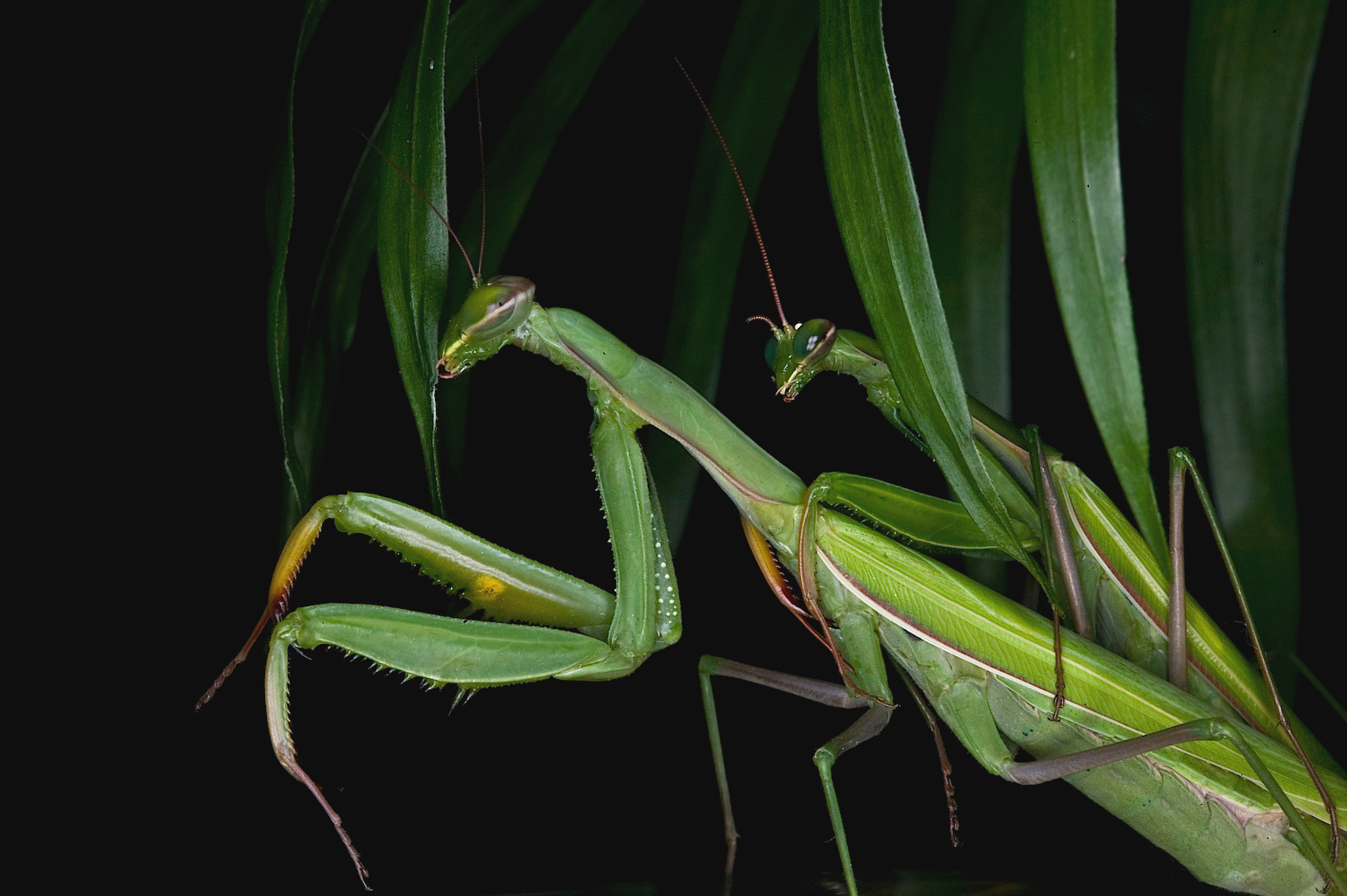
Giao phối
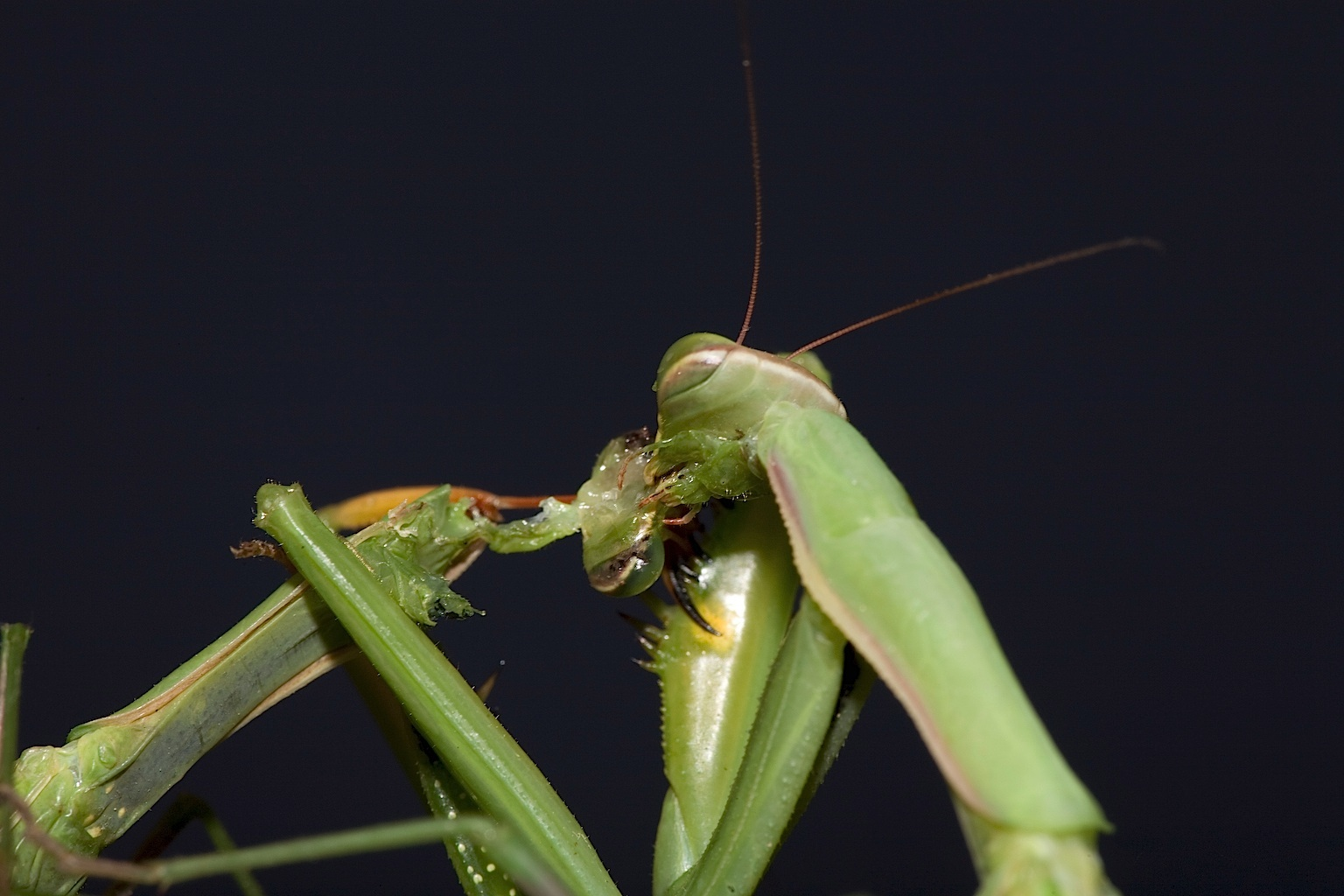
Con cái ăn thịt con đực, sau khi giao phối
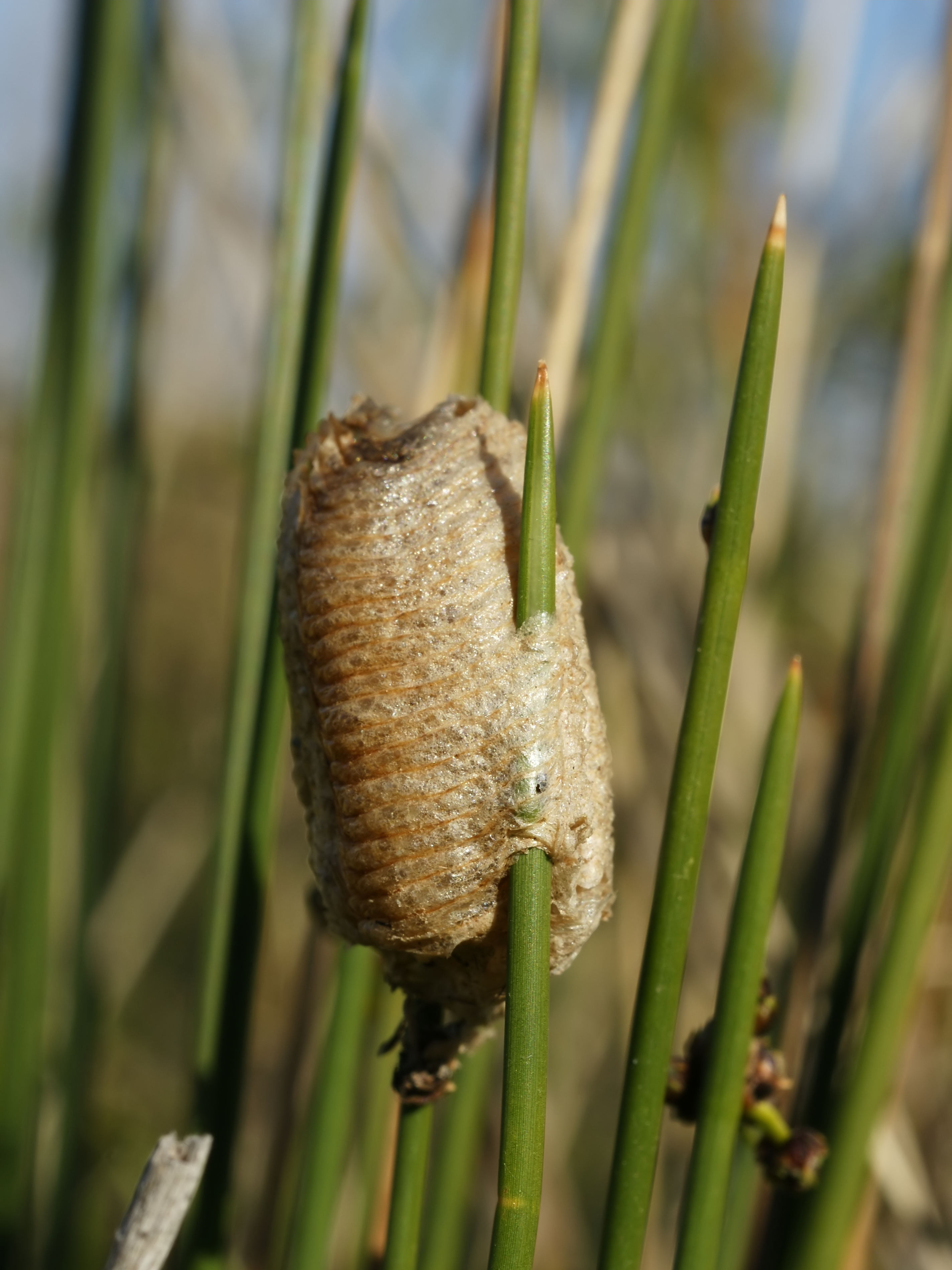
Tổ trứng (ootheca) của Mantis religiosa
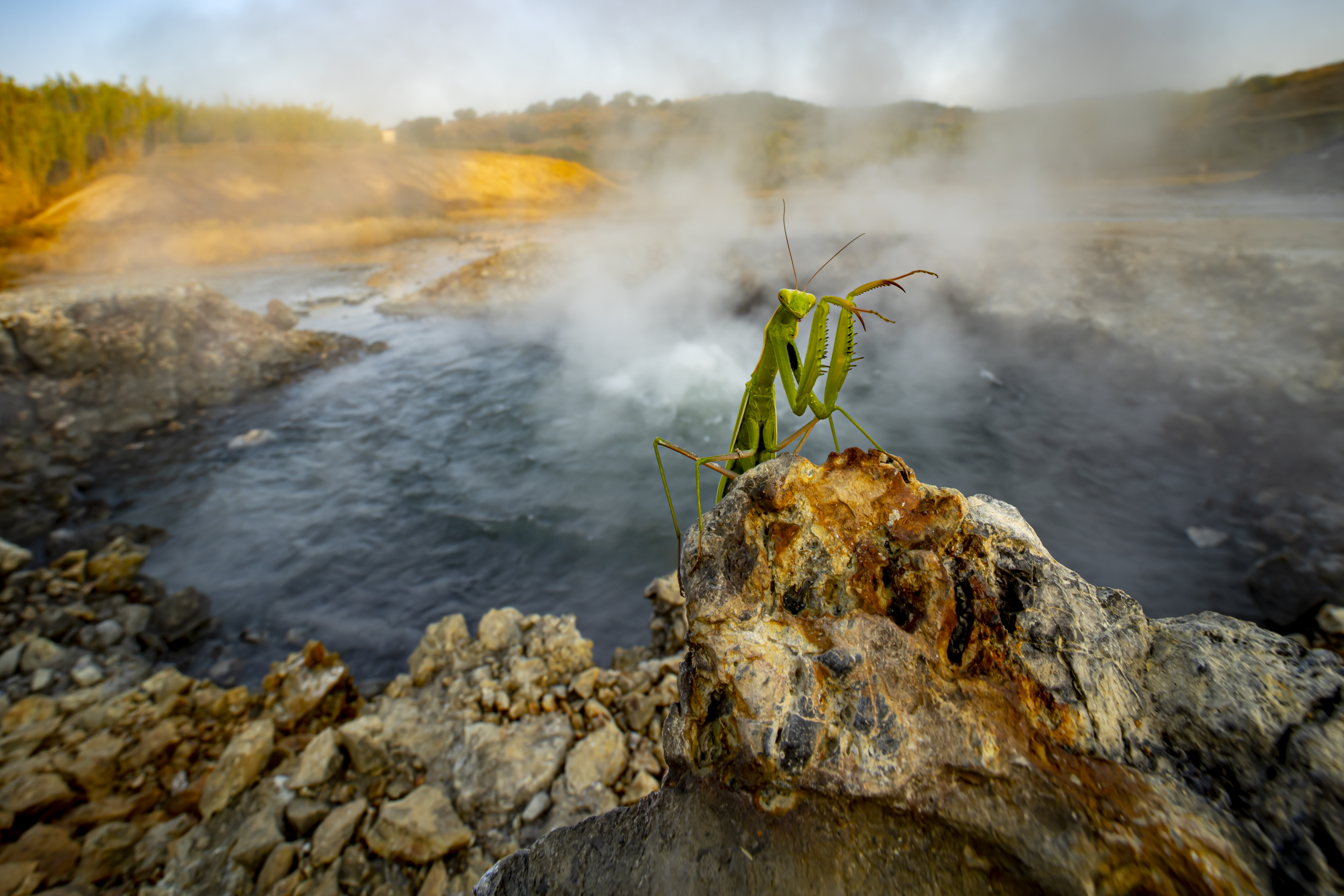

- Bọ ngựa bắt và ăn một con châu chấu